# Biển Đông
Biển Đông là tên riêng mà Việt Nam dùng để gọi vùng biển có tên quốc tế là South China Sea (tiếng Anh, có thể hiểu là "Biển Hoa Nam", tương tự "East China Sea" cho Biển Hoa Đông) hay Mer de Chine méridionale (tiếng Pháp), là một biển rìa lục địa và là một phần của Thái Bình Dương, trải rộng từ Singapore tới eo biển Đài Loan và bao phủ một diện tích khoảng 3.447.000 km². Vịnh Bắc Bộ và vịnh Thái Lan thuộc Biển Đông. Đây là biển lớn thứ tư thế giới sau biển Philippines, biển San Hô và biển Ả Rập. Vùng biển này và các quần đảo của nó là đối tượng tranh chấp và xung đột giữa một vài quốc gia trong vùng.

## Tên gọi

### Cách gọi theo Việt Nam
Tại Việt Nam, tên gọi Biển Đông là tên gọi truyền thống, trước kia còn gọi là bể Đông hay Đông Hải theo từ Hán Việt, có nghĩa là vùng biển nằm ở phía đông Việt Nam. Lịch triều hiến chương loại chí của Phan Huy Chú, mục Dư địa chí chép: Xét trong sách vở đã ghi chép, đất nước ta phía đông đến biển, phía tây giáp Vân Nam,... Trong Hoàng Việt địa dư chí, Phan Huy Chú viết: 其地西接哀牢,東臨大海,南夾廣南,北連乂安。/ Kỳ địa tây tiếp Ai Lao, đông lâm đại hải, nam giáp Quảng Nam, bắc liên Nghệ An. / Đất [Đàng Trong phía tây tiếp giáp Ai Lao, phía đông [là] biển lớn, đoạn phía nam là Quảng Nam, phía bắc nối liền với Nghệ An. Trong Bình Ngô đại cáo, Biển Đông được nhắc đến với tên gọi là Đông Hải (東 海). Nguyễn Trãi viết: 
| “                  | 決東海之水不足以濯其污 罄南山之竹不足以書其惡 Quyết Đông Hải chi thủy bất túc dĩ trạc kỳ ô, Khánh Nam Sơn chi trúc bất túc dĩ thư kỳ ác. Độc ác thay, trúc Nam Sơn không ghi hết tội, Dơ bẩn thay, nước Đông Hải không rửa sạch mùi. | ” |
| — Bình Ngô đại cáo | |   |

Sử gia Trần Trọng Kim (1919) từng chép lại lời Bà Triệu rằng: 
| “                  | Tôi muốn cưỡi cơn gió mạnh, đạp đường sóng dữ, chém cá tràng-kình ở bể đông, quét sạch bờ-cõi, để cứu dân ra khỏi nơi đắm-đuối, chứ không thèm bắt-chước người đời cúi đầu cong lưng để làm tì-thiếp người ta. | ” |
| — Việt Nam sử lược | |   |

Thời Nhà Nguyễn, người Việt cũng vẫn gọi Biển Đông là bể Nam nhưng bằng chữ Nôm, với nghĩa là bể (biển) nước Nam, khác biệt với Nam Hải bằng chữ Hán theo cách viết văn tự chữ Hán (gọi theo người Trung Hoa). Trong cuốn Đại Nam Quốc sử Diễn ca (1870), viết bằng chữ Nôm với thể thơ lục bát, đoạn An Dương Vương mất nước Âu Lạc vào tay Triệu Đà có viết như sau (ở đây Bể Nam và Nam Hải tương đương về vần luật và dấu thanh, nhưng Bể Nam được dùng mà không phải là Nam Hải): 
| “                         | ...Kim qui đâu lại hiện linh, Mới hay giặc ở bên mình không xa. Bây giờ Thục chúa tỉnh ra, Dứt tình, phó lưỡi Thái a cho nàng. (𣷭南)Bể Nam đến bước cùng đàng, Văn tê theo ngọn suối vàng cho xuôi... | ” |
| — Đại Nam Quốc sử Diễn ca | |   |

Ngoài ra thì tên theo âm Hán Việt tương ứng là Đông Dương cũng được sử dụng. Theo một số tài liệu hàng hải, bản đồ cũ vùng biển này còn được gọi là Đông Dương Đại Hải (東洋大海). Nó cũng dẫn đến tên tiếng Việt cho Bán đảo Đông Dương, trong khi quốc tế gọi bán đảo này là "Bán đảo Trung-Ấn".

### Cách gọi theo Tây phương

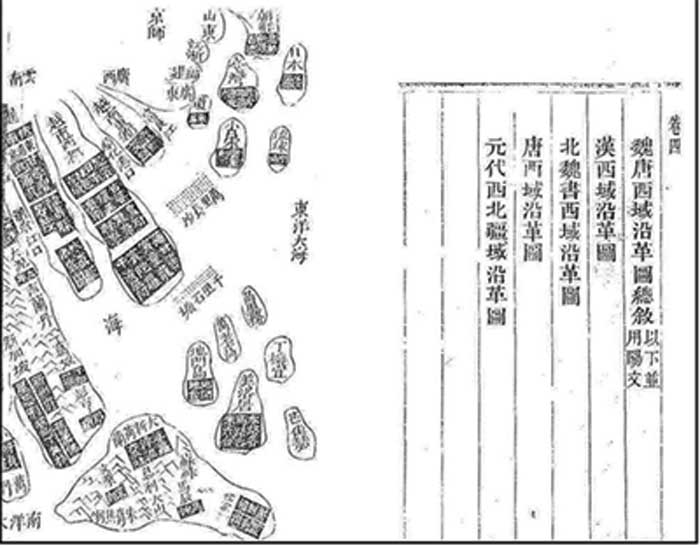
Bản đồ cổ chữ Hán, vẽ Việt Nam và Biển Đông, ghi tên biển này là Đông Dương Đại Hải (東洋大海).

Tên gọi phổ biến nhất của biển này trong hầu hết các ngôn ngữ thường là biển Nam Trung Hoa (South China Sea), hay biển Hoa Nam, mang ý nghĩa là vùng biển nằm ở phía nam của đại lục địa Trung Quốc. Do tại Trung Quốc "Biển Đông" (Đông hải) được dùng để chỉ biển Hoa Đông nên cần chú ý phân biệt để tránh lẫn lộn hai khái niệm "Biển Đông" khác nhau này.

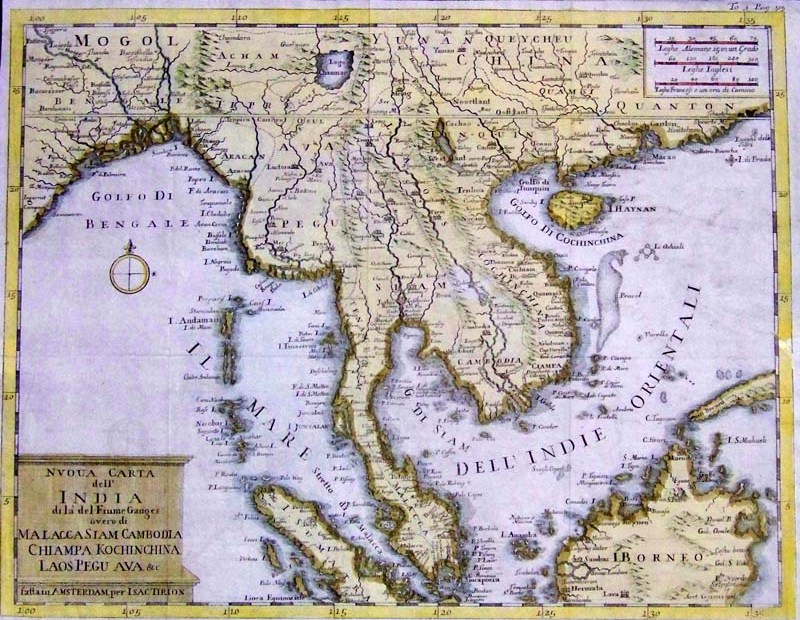
Quốc tế đã từng gọi Biển Đông cùng với biển Andaman và eo Malacca là biển Đông Ấn (Il Mare dell' Indie Orientali) (bản đồ năm 1750).

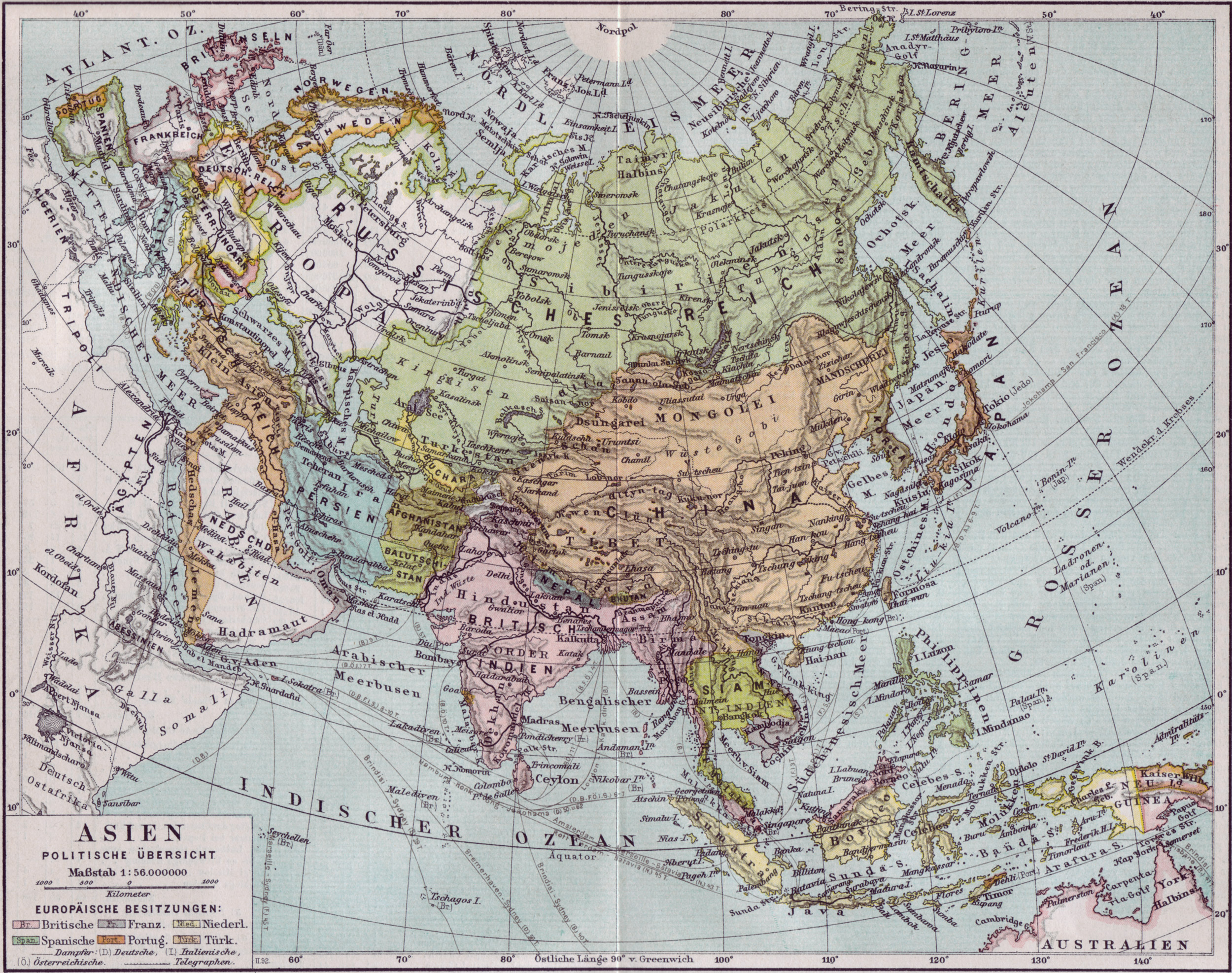
Bản đồ châu Á năm 1890 bằng tiếng Đức ghi tên Biển Đông là Südchinesisches Meer (biển Nam Trung Hoa).

Tên gọi quốc tế của Biển Đông ra đời từ nhiều thế kỷ trước, là biển Nam Trung Hoa (South China Sea) hay gọi tắt là biển Hoa Nam vì thời bấy giờ Trung Quốc là nước rộng lớn nhất, phát triển nhất trong khu vực và có giao thương với phương Tây qua con đường tơ lụa. Tên gọi nhiều biển, đại dương vốn căn cứ vào vị trí của chúng so với các vùng đất gần đó cho dễ tra cứu, không có ý nói về chủ quyền, cần tránh nhầm lẫn. Có thể kể ra các thí dụ là Ấn Độ Dương, là đại dương ở phía nam Ấn Độ, giáp nhiều nước ở châu Á và châu Phi, không phải là của riêng nước Ấn Độ; hay biển Nhật Bản, được bao quanh bởi Nga, Bắc Triều Tiên, Hàn Quốc và Nhật Bản.

### Cách gọi theo Trung Quốc
Trải dài hàng nghìn năm Bắc thuộc - Việt Nam bị Trung Quốc xâm chiếm, hầu hết bản đồ Trung Hoa vẽ về Việt Nam từ thế kỷ XV hoặc trước nữa cho tới đầu thế kỷ XX đều ghi biển cả phía đông Việt Nam là Giao Chỉ dương, nghĩa là biển Giao Chỉ.
Thời Hán và Nam Bắc triều, người Trung Quốc gọi biển này là "Trướng Hải" (Hán văn phồn thể: 漲海, Hán văn giản thể: 涨海), "Phí Hải" (Hán văn: 沸海), từ thời Đường dần dần đổi sang gọi là "Nam Hải" (南海). Hiện tại "Nam Hải" là tên gọi quan phương của biển này ở Trung Quốc. Từ thời cận đại, do tên gọi của biển này trong nhiều ngôn ngữ mang ý nghĩa là biển nằm ở phía nam Trung Quốc nên khi dịch sang Trung văn đã làm phát sinh thêm tên gọi "Nam Trung Quốc Hải" (giản thể: 南中国海, phồn thể: 南中國海) và "Trung Quốc Nam Hải" (phồn thể: 中國南海, giản thể: 中国南海).
Thất Châu Dương là vùng Biển Đông nằm giữa đảo Hải Nam và quần đảo Hoàng Sa ngày nay, ở phía đông nam đảo Hải Nam. Nam Dương là tên người Trung Quốc thế kỷ 19 gọi phần lớn Biển Đông, trừ vịnh Giao Chỉ (tức vịnh Tonkin hay vịnh Bắc Bộ).

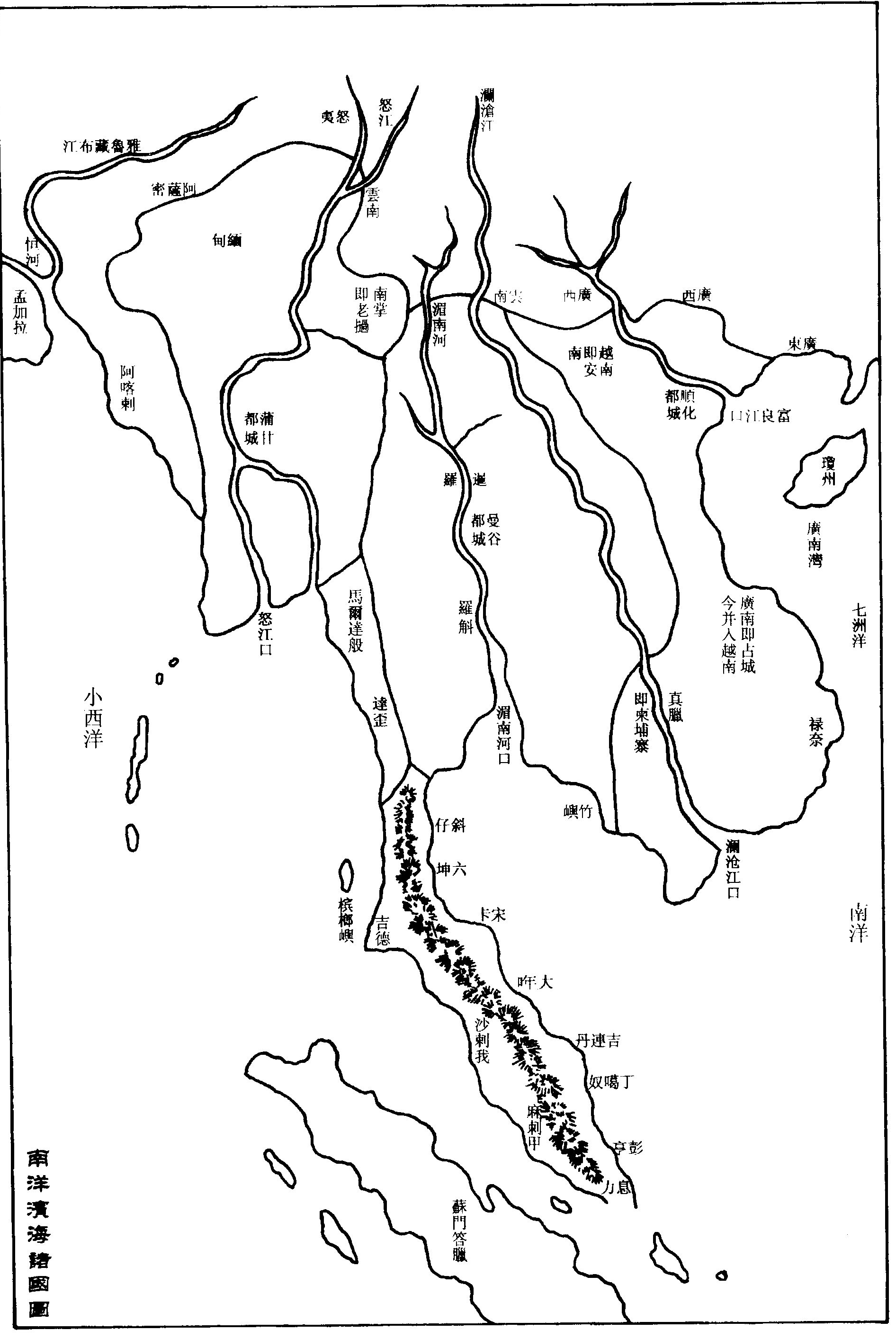
Tên gọi và vị trí các vùng Biển Đông người Trung Quốc gọi vào thế kỷ 19ː Quảng Nam loan (廣南灣), Thất Châu Dương (七洲洋), Nam Dương (南洋), trong bản đồ Nam Dương tân hải các quốc, của sách Doanh hoàn chí lược.

### Cách gọi theo Philippines
Philippines gọi là biển Luzon (theo tên hòn đảo lớn Luzon của Philippines) hoặc biển Tây Philippines (West Philippines Sea).

### Cách gọi theo khu vựcĐông Nam Á
Trong bối cảnh tranh chấp căng thẳng về phân chia chủ quyền vùng biển, đã có quan điểm của một số học giả – sử gia đề xuất đổi tên biển thành "biển Đông Nam Á" ("Southeast Asia Sea") hay biển Đông Nam châu Á (South East Asia Sea) - là một tên gọi trung lập. Tên gọi này bắt nguồn từ việc khu vực kinh tế Đông Nam Á đang là thị trường năng động đang đà phát triển; các nước khu vực Đông Nam Á bao bọc hầu như toàn bộ chu vi của "Biển Đông" với tổng chiều dài bờ biển vào khoảng 130.000 km trong khi đường bờ biển của các tỉnh duyên hải phía nam Trung Quốc chỉ vào khoảng 2.800 km.

## Địa lý

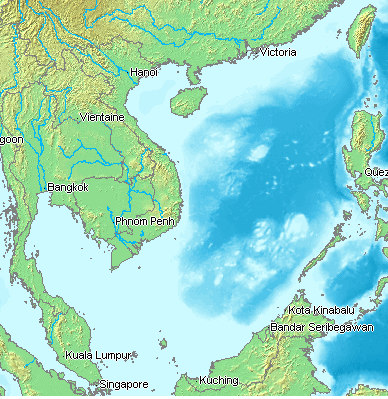
Bản đồ Biển Đông

### Giới hạn
Tổ chức Thủy văn học Quốc tế đề ra giới hạn của Biển Đông như sau:

Ở phía nam: giới hạn phía đông và phía nam của eo biển Singapore và eo biển Malacca, phía tây đến Tanjong Kedabu (1°06′B 102°58′Đ / 1,1°B 102,967°Đ), trải xuống bờ biển phía đông đảo Sumatra tới mũi Lucipara (3°14′N 106°05′Đ / 3,233°N 106,083°Đ) rồi đến Tanjong Nanka - cực tây của đảo Banka - băng qua đảo này đến Tanjong Berikat (2°34′N 106°51′Đ / 2,567°N 106,85°Đ) rồi đến Tanjong Djemang (2°36′N 107°37′Đ / 2,6°N 107,617°Đ) trên đảo Billiton, sau đó men theo bờ biển phía bắc đảo này đến Tanjong Boeroeng Mandi (2°46′N 108°16′Đ / 2,767°N 108,267°Đ) rồi từ đó đến Tanjong Sambar (3°00′N 110°19′Đ / 3°N 110,317°Đ) - cực tây nam của đảo Borneo.

Ở phía đông: xuất phát từ Tanjong Sambar, đi qua bờ phía tây đảo Borneo đến điểm phía bắc Tanjong Sampanmangio, rồi theo một đường thẳng đến các điểm phía tây của đảo Balabac và cụm rạn đá Secam, hướng đến điểm phía tây của đảo Bancalan và đến mũi Buliluyan (điểm tây nam của đảo Palawan), băng qua đảo này đến điểm phía bắc mũi Cabuli, rồi từ đây đến điểm tây bắc của đảo Lubang và đến mũi Fuego (14°08'B) thuộc đảo Luzon, băng qua đảo này đến mũi Engaño (tức điểm đông bắc của đảo Luzon), rồi sau đó đi dọc theo một đường thẳng nối mũi này với điểm phía đông của đảo Balintang (20°B) và điểm phía đông của đảo Y'Ami (21°05'B), rồi từ đây hướng đến Garan Bi (mũi phía nam của đảo Đài Loan (Formosa), băng qua đảo này đến điểm đông bắc của Santyo (25°B).

Ở phía bắc: từ Fuki Kaku - điểm phía bắc của đảo Đài Loan - đến đảo Ngưu Sơn, rồi sau đó đến điểm phía nam của đảo Bình Đàm (25°25'B) rồi hướng về phía tây dọc theo vĩ tuyến 25°24'B tới bờ biển Phúc Kiến.

Ở phía tây: đất liền châu Á, giới hạn phía nam của vịnh Thái Lan và bờ biển phía đông bán đảo Mã Lai.

Biển nằm trên một thềm lục địa ngầm; trong những kỷ băng hà gần đây nước biển đã hạ thấp xuống hàng trăm mét, và Borneo từng là một phần của lục địa châu Á.
Các nước và lãnh thổ có biên giới với vùng biển này (theo chiều kim đồng hồ từ phía bắc) gồm: đại lục Trung Quốc, Ma Cao, Hồng Kông, Đài Loan, Philippines, Malaysia, Brunei, Indonesia, Singapore, Thái Lan, Campuchia và Việt Nam.
Nhiều con sông lớn chảy vào Biển Đông gồm các sông Châu Giang, Mân Giang, sông Cửu Long (Phúc Kiến), sông Hồng, sông Mê Kông, sông Rajang, sông Pahang và sông Pasig.

### Địa danh trong Biển Đông

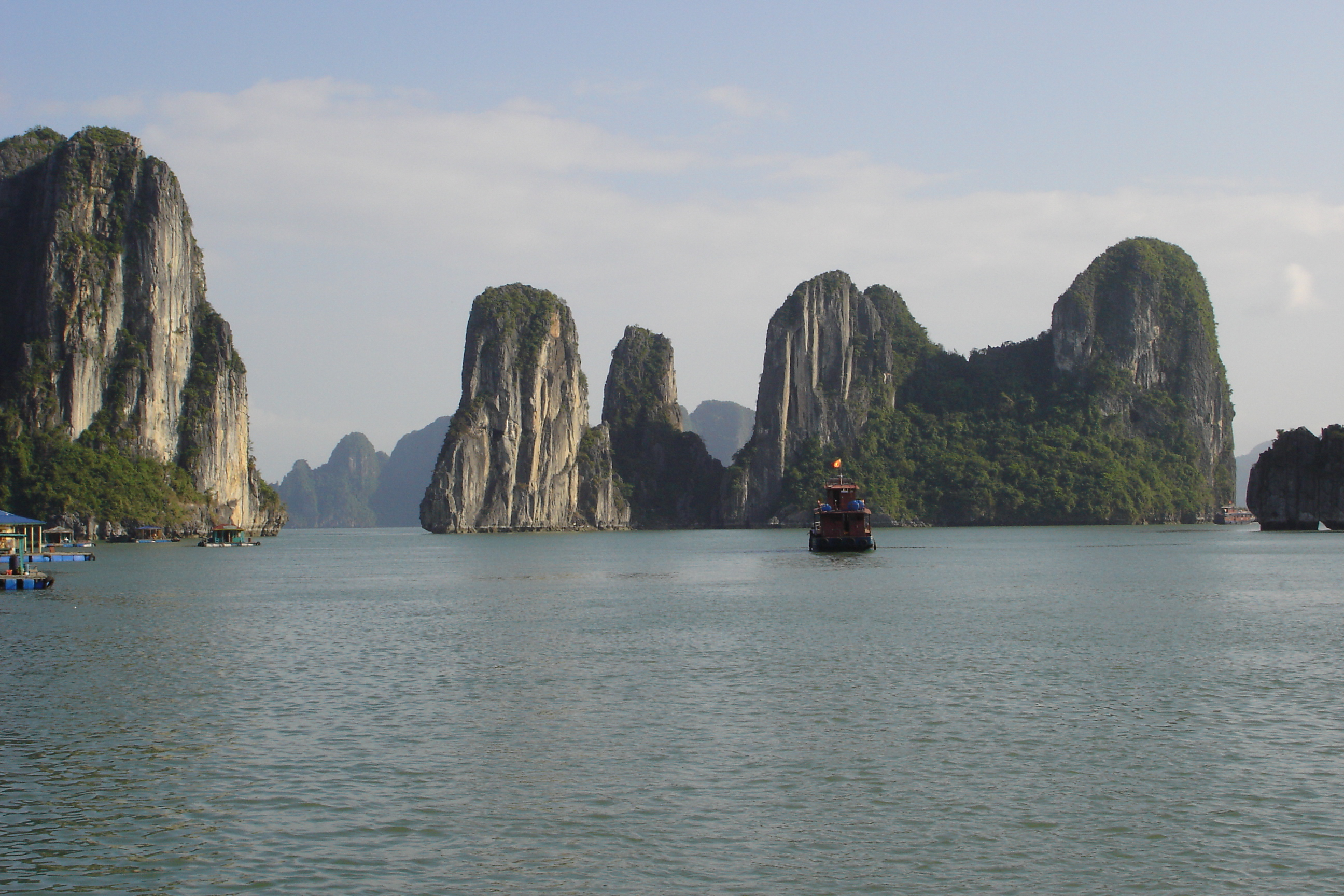
Vịnh Hạ Long thuộc vịnh Bắc Bộ.

Vịnh Bắc Bộ là phần Biển Đông giữa miền Bắc Việt Nam với Đảo Hải Nam miền Nam Trung Quốc. Bờ phía tây là bờ biển Việt Nam từ Thanh Hóa đến Móng Cái. Phía bắc từ Móng Cái trở sang phía đông là 2 tỉnh Quảng Tây, Quảng Đông của Trung Quốc với bán đảo Lôi Châu. Bờ đông là đảo Hải Nam của Trung Quốc. Trong vịnh có hàng nghìn đảo nhỏ, với các đảo trong vịnh Hạ Long được UNESCO xếp loại là di sản thiên nhiên thế giới. Đảo Bạch Long Vĩ thuộc Việt Nam ở giữa vịnh, có diện tích khoảng 2,5 km².
Hai quần đảo Hoàng Sa và Trường Sa ở giữa Biển Đông đã được nhiều chính quyền Việt Nam liên tục thực hiện chủ quyền từ nhiều thế kỷ qua. Quần đảo Hoàng Sa do Trung Quốc dùng vũ lực chiếm giữ một phần từ năm 1956 và chiếm giữ hoàn toàn từ năm 1974. Tranh chấp chủ quyền, một phần hay toàn bộ, cũng đã diễn ra tại quần đảo Trường Sa giữa Việt Nam, Trung Quốc, Philippines, Malaysia, Brunei và Đài Loan.
Những lý do chính để các nước tranh chấp chủ quyền hai quần đảo trên là:
- Diện tích lãnh hải với đặc quyền kinh tế và việc triển khai quốc phòng.
- Biển Đông nằm trên một trong những đường giao thông hàng hải lớn trên thế giới, có nguồn thủy sản và tiềm năng dầu khí.

Hiện nay sự tranh chấp đang được các bên thương lượng đàm phán vì sự hòa bình và ổn định trong khu vực để phát triển kinh tế.

### Các đảo và đá ngầm
Phía đông bắc Biển Đông có quần đảo Đông Sa (Pratas Islands) hiện do Đài Loan quản lý nhưng Trung Quốc cũng tuyên bố chủ quyền.
Phía tây bắc Biển Đông cách đảo Lý Sơn, Quảng Ngãi, Việt Nam khoảng 200 km, cách đảo Hải Nam, Trung Quốc 235 km có quần đảo Hoàng Sa với 18 đảo, cồn cát và 22 đá, bãi (theo giáo sư Sơn Hồng Đức, thì có đến 230 đảo, cồn, đá, bãi). Phú Lâm là đảo lớn nhất. Độ cao tuyệt đối lớn nhất là 14 m, đo được tại một điểm trên đảo Đá. Quần đảo này hiện đang nằm dưới sự kiểm soát của Cộng hòa Nhân dân Trung Hoa (Trung Quốc) nhưng Việt Nam và Đài Loan cũng tuyên bố chủ quyền.
Phía đông quần đảo Hoàng Sa có các bãi và núi ngầm như bãi ngầm Macclesfield, núi ngầm Stewart, bãi ngầm/cạn Truro và bãi cạn Scarborough.
- Bãi cạn Scarborough: nằm về phía đông của bãi Macclesfield, gần bờ biển Philippines. Đây là một bãi san hô sâu khoảng 15 m.
- Bãi ngầm Truro: nằm về phía đông bãi cạn Scarborough, sâu 18,2 m.
- Núi ngầm Stewart: sâu tối thiểu 447 m, nằm rất gần đảo Luzon của Philippines.

Bên trong vùng biển, có hơn 200 đảo và bãi đá ngầm đã được đặt tên, đa số chúng thuộc quần đảo Trường Sa. Quần đảo Trường Sa trải dài trên một vùng rộng 810 km, dài 900 km với khoảng 175 thực thể địa lý đã được xác định; hòn đảo lớn nhất là đảo Ba Bình với chỉ hơn 1,36 km chiều dài và điểm cao nhất là 3,8 mét.
Có một núi ngầm rộng 100 km được gọi là bãi Cỏ Rong (tên tiếng Anh: Reed Bank), nằm ở đông bắc quần đảo Trường Sa, cách biệt khỏi đảo Palawan của Philippines bởi máng biển Palawan. Hiện bãi Cỏ Rong nằm sâu 20 m dưới mực nước biển, song trước kia nó từng là một vùng đất nổi trước khi bị nước biển nhấn chìm vào cuối thời băng hà.

## Địa chất
Biển Đông được hình thành từ thế Oligocen muộn đến thế Miocen sớm (32-17 triệu năm trước) bằng cơ chế tách giãn đáy đại dương, tiếp tục phát triển như một biển rìa trong suốt đại Kainozoi (đại Tân Sinh) muộn. Hiện có nhiều quan điểm khác nhau về cơ chế thành tạo Biển Đông.

## Tài nguyên thiên nhiên
Đây là một vùng biển có ý nghĩa địa lý chính trị vô cùng quan trọng. Nó là đường hàng hải đông đúc thứ hai trên thế giới, trong khi nếu tính theo tổng lượng hàng hóa thương mại chuyển qua hàng năm, hơn 50% đi qua eo biển Malacca, eo biển Sunda và eo biển Lombok. Hơn 1,6 triệu m³ (10 triệu thùng) dầu thô được chuyển qua eo biển Malacca hàng ngày, nơi thường xảy ra các vụ hải tặc, nhưng hiện đã giảm nhiều so với giữa thế kỷ XX.
Vùng này đã được xác định có trữ lượng dầu mỏ khoảng 1,2 km³ (7,7 tỷ thùng), với ước tính tổng khối lượng là 4.5 km³ (28 tỷ thùng). Trữ lượng khí tự nhiên được ước tính khoảng 7.500 km³.
Theo những nghiên cứu do Sở môi trường và các nguồn lợi tự nhiên Philippines, vùng biển này chiếm một phần ba toàn bộ đa dạng sinh học biển thế giới, vì vậy nó là vùng rất quan trọng đối với hệ sinh thái.

## Tranh chấp biển

Biển Đông, các khu vực và tài nguyên tranh chấp giữa các nước.

Có rất nhiều tranh cãi về lãnh hải trên vùng Biển Đông và các nguồn tài nguyên của nó. Bởi Luật biển năm 1982 của Liên Hợp Quốc cho phép các nước có vùng đặc quyền kinh tế (EEZ) mở rộng 200 hải lý (370,6 km) từ lãnh hải của họ, tất cả các nước quanh vùng biển có thể đưa ra tuyên bố chủ quyền với những phần rộng lớn của nó. Cộng hòa Nhân dân Trung Hoa đã tuyên bố chủ quyền hầu như toàn bộ vùng biển. Những báo cáo gần đây cho thấy Trung Quốc đang phát triển một nhóm tàu sân bay để bảo vệ những đường vận chuyển nhiên liệu ở Biển Đông. Những vùng có nguy cơ tranh chấp gồm:
- Indonesia và Trung Quốc về vùng biển phía đông bắc quần đảo Natuna.
- Philippines và Trung Quốc về những khu khai thác khí gas Malampaya và Camago; về bãi cát ngầm Scarborough.
- Việt Nam và Trung Quốc về vùng biển phía tây Quần đảo Trường Sa. Một số hay toàn bộ quần đảo Trường Sa đang bị tranh chấp bởi Việt Nam, Trung Quốc, Đài Loan, Philippines và một số nước khác.
- Quần đảo Hoàng Sa đang bị tranh chấp bởi Việt Nam và Trung Quốc; Trung Quốc quản lý một phần quần đảo từ năm 1956 và toàn bộ quần đảo từ năm 1974 đến nay.
- Malaysia, Campuchia, Thái Lan và Việt Nam về những vùng ở Vịnh Thái Lan.
- Singapore và Malaysia dọc theo Eo biển Johor và Eo biển Singapore.

Cả Trung Quốc và Việt Nam đều theo đuổi các tuyên bố chủ quyền một cách mạnh mẽ. Các nước tranh chấp thường xuyên thông báo về các vụ va chạm giữa các tàu hải quân.
Hiệp hội các quốc gia Đông Nam Á (ASEAN) nói chung và Trung Quốc nói riêng luôn muốn đảm bảo rằng những tranh chấp bên trong Biển Đông sẽ không leo thang trở thành xung đột quân sự. Vì vậy, các cơ cấu phát triển chung (Joint Development Authorities) đã được lập ra tại các vùng tranh chấp chồng lấn để cùng phát triển vùng và phân chia quyền lợi công bằng tuy nhiên không giải quyết vấn đề chủ quyền của vùng đó. Điều này đã trở thành sự thực, đặc biệt là ở Vịnh Thái Lan. Tuy nhiên, gần đây Trung Quốc đã tuyên bố sẽ không ngại dùng vũ lực để chiếm đoạt quần đảo Trường Sa.
Trung Quốc tăng cường cải tạo các đảo và bãi đá tự nhiên, xây dựng các khu quân sự. Đặc biệt là việc xây dựng các đường băng, càng tăng cường thêm mưu đồ chiếm trọn Biển Đông, thực hiện yêu sách "đường 10 đoạn" (vốn không được quốc gia hay tổ chức nào công nhận). Những tuyên bố lãnh thổ chồng lấn ở Pulau Pedra Branca hay Pulau Batu Putih của cả Singapore và Malaysia đã được đưa ra Tòa án Công lý Quốc tế. Tòa án phán quyết theo chiều hướng có lợi cho Singapore.